# Leandro Josué Rodríguez Santaella
Leandro Josué Rodríguez Santaella (Maturín, 11 giugno 2005) è un calciatore venezuelano, attaccante del Monagas.

## Caratteristiche tecniche
È un'ala destra.

## Carriera

### Club
È cresciuto nel settore giovanile del Monagas dove ha debuttato il 5 febbraio 2023 nell'incontro di Primera División pareggiato 0-0 contro il Dep. La Guaira. Ha segnato i suoi primi gol il 24 aprile seguente realizzando una doppietta contro l'Academia P.C. rivelatasi decisiva nella vittoria per 3-2.
Il 4 agosto del 2023 è stato ceduto in prestito all'Atlético Mineiro, che lo ha assegnato alla propria formazione Under-20. Nel giugno del 2024 ha fatto rientro in Venezuela.

### Nazionale
Nel 2025 ha partecipato al campionato sudamericano Under-20, nel quale ha giocato 2 partite segnando anche un gol.

## Statistiche

### Presenze e reti nei club
Statistiche aggiornate al 16 gennaio 2025.
| Stagione        | Squadra         | Campionato      | Campionato | Campionato | Coppe nazionali | Coppe nazionali | Coppe nazionali | Coppe continentali | Coppe continentali | Coppe continentali | Altre coppe | Altre coppe | Altre coppe | Totale | Totale | Totale |
| Stagione        | Squadra         | Comp            | Pres       | Reti       | Comp            | Pres            | Reti            | Comp               | Pres               | Reti               | Comp        | Pres        | Reti        | Pres   | Reti   |        |
| --------------- | --------------- | --------------- | ---------- | ---------- | --------------- | --------------- | --------------- | ------------------ | ------------------ | ------------------ | ----------- | ----------- | ----------- | ------ | ------ | ------ |
| 2023            | Monagas         | PD              | 15         | 2          | CV              | 0               | 0               | CL                 | 5                  | 0                  | -           | -           | -           | 20     | 2      |        |
| 2024            | Monagas         | PD              | 10         | 0          | CV              | 0               | 0               | -                  | -                  | -                  | -           | -           | -           | 10     | 0      |        |
| Totale carriera | Totale carriera | Totale carriera | 25         | 2          |                 | 0               | 0               |                    | 5                  | 0                  |             | -           | -           | 30     | 2      |        |